# Luigi Brasiello
Luigi Brasiello (Isernia, 5 agosto 1960) è un politico italiano, sindaco di Isernia dal 2013 al 2015 e Presidente dell'omonima provincia dal 2014 al 2015.

## Biografia
Laureato in politiche ambientali all'Università di Napoli Federico II nel 1985, ha svolto la professione di piccolo imprenditore nel ramo dell'abbigliamento e pellicceria. Ricoprì dal 1994 al 1999 la carica di presidente dell'Unione provinciale commercianti Alto Molise, e dal 2005 al 2012 quella di presidente del Centro estero delle Camere di commercio del Molise.

## Attività politica
Fu candidato a sindaco di Isernia per le amministrative del 2013, alla guida di una coalizione di centro-sinistra composta da Partito Democratico, UDEUR, Polo di Centro, Sinistra Ecologia e Libertà, Partito Socialista Italiano e liste civiche, e ottenne il 50,54% dei voti al primo turno, contro il candidato del centro-destra Giacomo D'Apollonio (42,95%), insediandosi il 29 maggio 2013.
Il 12 ottobre 2014 venne eletto presidente della Provincia di Isernia con 202 voti contro i 199 dello sfidante di centrodestra Alfredo Ricci, vicesindaco di Venafro.
A causa di una crisi interna al Partito Democratico nel corso del 2015, con il partito che era arrivato a chiedere le dimissioni dello stesso sindaco Brasiello, conclude anticipatamente il proprio mandato il 17 settembre 2015.